# Ginasservis
Ginasservis est une commune située dans le département du Var, en région Provence-Alpes-Côte d'Azur, dans le sud-est de la France. Le village se trouve dans un environnement typiquement provençal, entouré de collines boisées, de champs de vignes et d'oliviers, ainsi que de vastes espaces naturels. La commune est située à proximité de la chaîne des montagnes des Alpes-de-Haute-Provence, offrant ainsi des paysages variés et un cadre naturel préservé.

## Géographie

### Localisation
Ginasservis se situe à 7 km de Saint-Julien et 8 de Vinon-sur-Verdon, 17 de Saint-Paul-lez-Durance, 23 de Manosque et 55 d'Aix-en-Provence.
Stratégiquement, il se trouve en effet au croisement de quatre départements : Var, Bouches-du-Rhône, Vaucluse et Alpes-de-Haute-Provence.

### Accès et transports
Ginasservis est accessible par la route départementale D3 qui relie le village aux communes voisines. La commune est située à proximité de l'autoroute A51, qui relie Marseille à Sisteron, facilitant l'accès aux grandes villes de la région. Toutefois, en raison de sa localisation rurale, Ginasservis reste relativement isolé, offrant ainsi un cadre de vie paisible et préservé des grandes infrastructures.
- La commune est traversée par deux lignes de PROXIMITÉ :

| Ligne | Tracé |
| ----- | --- |
| 810   | Manosque ↔ Vinon-sur-Verdon ↔ **Ginasservis** ↔ La Verdière                                                   |
| 814   | Saint-Maximin-la-Sainte-Baume ↔ Ollières ↔ Rians ↔ Saint-Martin-de-Pallières ↔ **Ginasservis** ↔ Saint-Julien |

### Lieux-dits
- Chapelle Saint Damasse[3].
- Chapelle Des Pénitents
- L'église Saint-Laurent
- Anciens Remparts

### Hameaux
- Le Cabridon
- Gasquet (Ginasservis Centre)

### Géologie et relief
La commune est membre du parc naturel régional du Verdon.
Ginasservis fait partie d'un massif très forestier avec un taux de boisement de 63 %, principalement publics dont 77 hectares soumis au Régime forestier.
Le relief de Ginasservis est typiquement méditerranéen, avec une alternance de collines et de vallées. Le point culminant de la commune se situe à environ 600 mètres d'altitude, tandis que le village lui-même est à une altitude moyenne de 400 mètres. Les collines environnantes sont composées de roches calcaires, offrant des panoramas sur les paysages provençaux et les montagnes environnantes.

### Sismicité
Il existe trois zones de sismicité dans le Var. La commune de Ginasservis est en zone sismique de faible risque Ib.

### Hydrographie
La commune de Ginasservis est traversée par plusieurs petits cours d'eau qui sont des affluents du Verdon, une rivière importante de la région. Ces rivières et ruisseaux sont souvent à sec en été, mais ils contribuent à la fertilité des terres agricoles environnantes. L'irrigation des cultures est facilitée par la présence de ces ressources en eau, bien que limitées.
Cours d'eau traversant la commune :
- canal de Provence ;
- Ruisseau de Boutre ;
- Ruisseau de Malvallon.

### Climat
Pour des articles plus généraux, voir Climat de Provence-Alpes-Côte d'Azur et Climat du Var.
En 2010, le climat de la commune est de type climat méditerranéen altéré, selon une étude du Centre national de la recherche scientifique s'appuyant sur une série de données couvrant la période 1971-2000. En 2020, Météo-France publie une typologie des climats de la France métropolitaine dans laquelle la commune est exposée à un climat méditerranéen et est dans la région climatique  Provence, Languedoc-Roussillon, caractérisée par une pluviométrie faible en été, un très bon ensoleillement (2 600 h/an), un été chaud (21,5 °C), un air très sec en été, sec en toutes saisons, des vents forts (fréquence de 40 à 50 % de vents > 5 m/s) et peu de brouillards.
Pour la période 1971-2000, la température annuelle moyenne est de 12,6 °C, avec une amplitude thermique annuelle de 17,3 °C. Le cumul annuel moyen de précipitations est de 742 mm, avec 6,2 jours de précipitations en janvier et 2,8 jours en juillet. Pour la période 1991-2020, la température moyenne annuelle observée sur la station météorologique de Météo-France la plus proche, « Vinon Sur Verdon », sur la commune de Vinon-sur-Verdon à 7 km à vol d'oiseau, est de 13,4 °C et le cumul annuel moyen de précipitations est de 607,5 mm. 
La température maximale relevée sur cette station est de 44,3 °C, atteinte le 28 juin 2019 ; la température minimale est de −13,5 °C, atteinte le 12 février 2012,,.
Les paramètres climatiques de la commune ont été estimés pour le milieu du siècle (2041-2070) selon différents scénarios d'émission de gaz à effet de serre à partir des nouvelles projections climatiques de référence DRIAS-2020. Ils sont consultables sur un site dédié publié par Météo-France en novembre 2022.

### Communes limitrophes
| Saint-Paul-lès-Durance        | Vinon-sur-Verdon | Saint-Julien |
| Saint-Paul-lès-Durance, Rians | Ginasservis      | La Verdière  |
| Rians                         | Artigues         | Saint-Martin |

## Urbanisme

### Typologie
Au 1er janvier 2024, Ginasservis est catégorisée bourg rural, selon la nouvelle grille communale de densité à sept niveaux définie par l'Insee en 2022.
Elle est située hors unité urbaine et hors attraction des villes,.

### Occupation des sols
L'occupation des sols de la commune, telle qu'elle ressort de la base de données européenne d’occupation biophysique des sols Corine Land Cover (CLC), est marquée par l'importance des forêts et milieux semi-naturels (71,2 % en 2018), en diminution par rapport à 1990 (72,9 %). La répartition détaillée en 2018 est la suivante : 
forêts (48,7 %), milieux à végétation arbustive et/ou herbacée (22,5 %), terres arables (18,2 %), zones agricoles hétérogènes (6,7 %), zones urbanisées (3,9 %), zones industrielles ou commerciales et réseaux de communication (0,1 %). L'évolution de l’occupation des sols de la commune et de ses infrastructures peut être observée sur les différentes représentations cartographiques du territoire : la carte de Cassini (XVIIIe siècle), la carte d'état-major (1820-1866) et les cartes ou photos aériennes de l'IGN pour la période actuelle (1950 à aujourd'hui).

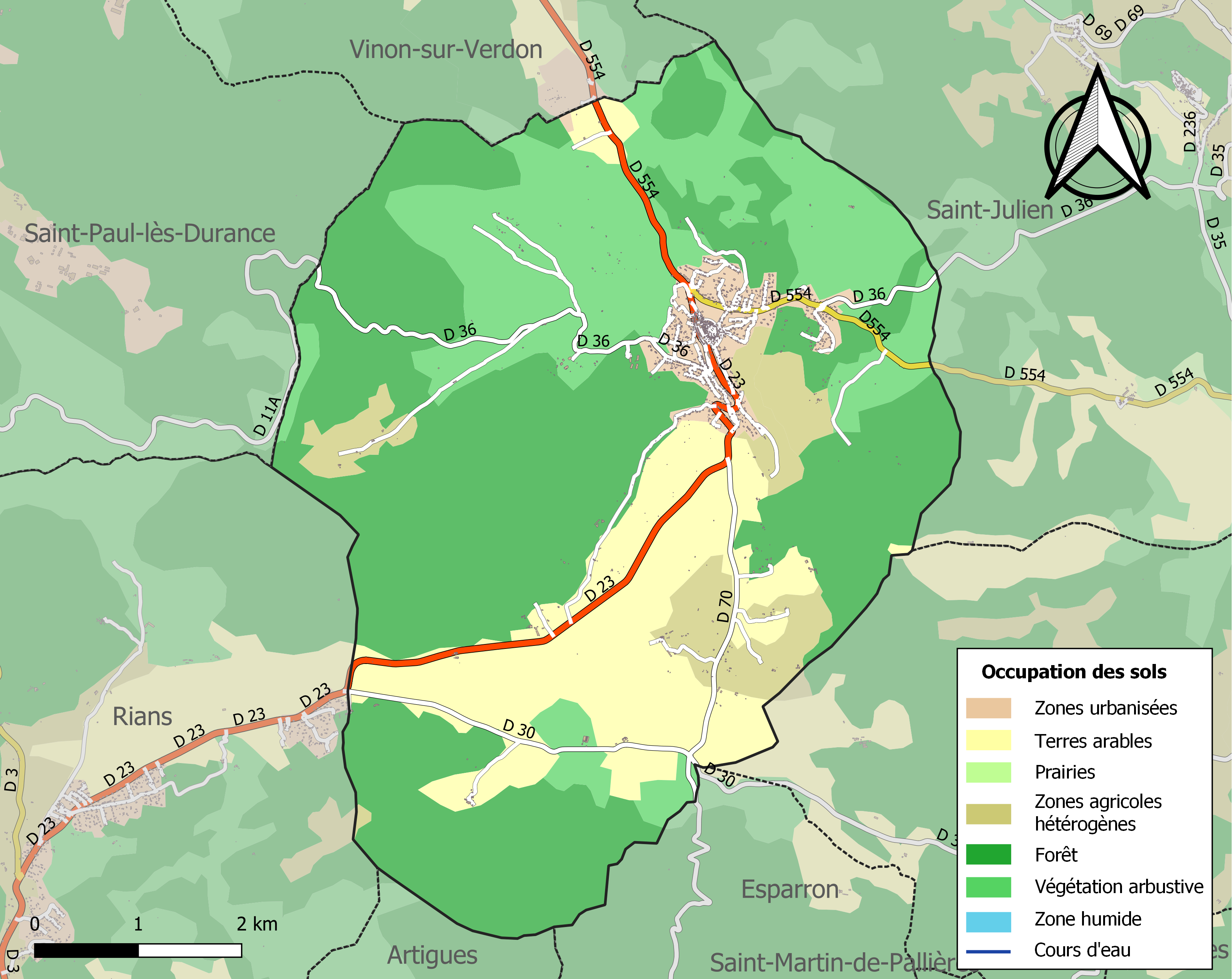
Carte des infrastructures et de l'occupation des sols de la commune en 2018 (CLC).

La commune dispose d'un plan local d'urbanisme dont la dernière procédure a été approuvée le 15 octobre 2020,.
Le Schéma de cohérence territoriale (SCOT) regroupe les 3 Communautés de Communes du CA plus la Communauté de Communes de Provence Verdon. Le SCoT Provence Verte Verdon 2020-2040 a été approuvé le 30 janvier 2020. Il est applicable depuis le 11 septembre 2020.

## Intercommunalité
Commune membre de la Communauté de communes Provence Verdon et du Pays de la Provence Verte.

## Économie

### Entreprises et commerces

#### Agriculture
- Agriculteurs, éleveurs. Le recensement général réalisé en 2010 avait comptabilisé 9 exploitations agricoles, soit deux fois moins qu'en l'an 2000.
- Le Moulin d'Espagne, ferme pédagogique[23].
- Centre équestre de Bastidan[24].
- Producteur de miel.

#### Tourisme

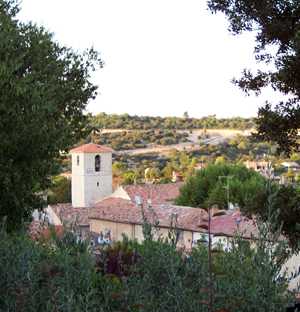
Eglise Saint-Laurent Ginasservis

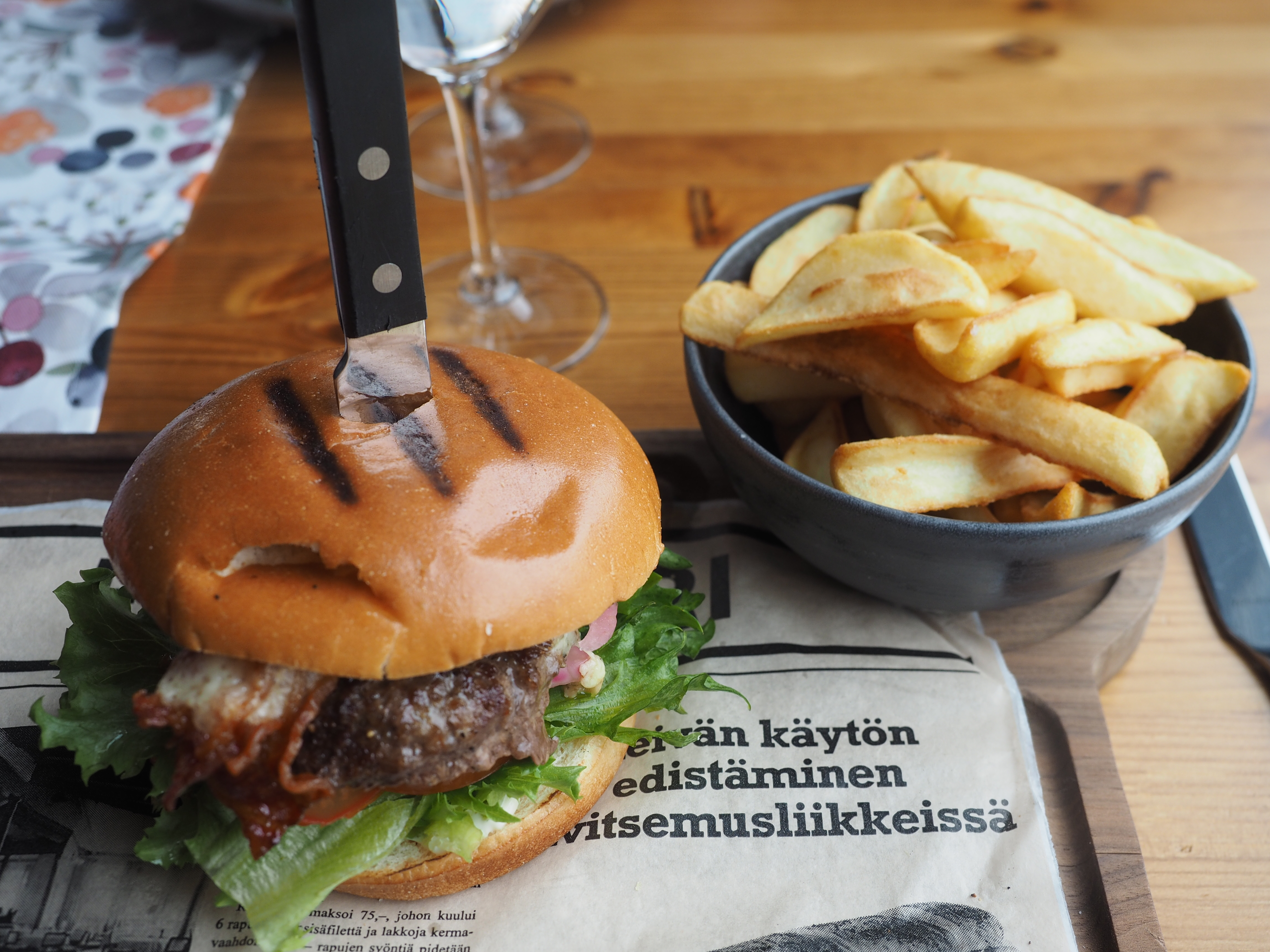
LV Burger Ginasservis

- Parc animalier[25].
- Hôtels[26] et restaurant[27].
- Camping[28].
- Chambres d'hôtes.
- Gîtes de France[29].
- Chapelle Saint Damasse[3].
- Chapelle Des Pénitents
- L'église Saint-Laurent
- Anciens Remparts
- L' annexe de Ewen
- la Gale 14 rue Georges Cisson

#### Commerces et services
- Commerces de proximité[30].
- Le Domaine des Chênes Verts et ses espaces de réception[31].
- Intermarché Ginasservis
- LV Burger (Restauration)
- La Canette (Restauration)
- Mish-Mish (Vêtements et Mode)
- Au petit bonheur la chance (Tabac)

## Toponymie
La toponymie de Ginasservis, comme celle de nombreux villages provençaux, trouve ses racines dans l'histoire et la géographie locale. Voici quelques éléments pour comprendre l'origine du nom "Ginasservis" et son évolution au fil du temps :

### Origine du Nom
- "Ginasservis" est un nom d'origine latine. Il est composé de deux éléments :
  - "Genas" : Ce terme pourrait dériver du mot latin "genista," signifiant "genêt," un arbuste à fleurs jaunes très commun dans les régions méditerranéennes. Le genêt est typique des paysages de la région, où il pousse sur des terrains rocailleux et ensoleillés.
  - "Servis" : Cette partie du nom pourrait provenir de "servus," un terme latin qui signifie "esclave" ou "serviteur." Cependant, dans le contexte de la toponymie, il est plus probable que "servis" soit une déformation de "silva," signifiant "forêt" ou "bois," ce qui donnerait une signification proche de "la forêt de genêts."

### Évolution Historique
- Mention au Moyen Âge : Le village est mentionné pour la première fois dans des documents médiévaux sous le nom de "Genaservis" ou "Ginaservis." À cette époque, les noms de lieux étaient souvent liés à la géographie locale, ce qui renforce l'idée que le nom fait référence à une végétation spécifique, comme les genêts.
- Interprétations Modernes : Au fil du temps, la signification originale a pu se perdre, mais le nom est resté en grande partie inchangé. Aujourd'hui, "Ginasservis" est un toponyme qui évoque toujours une connexion avec la nature et les paysages caractéristiques de la Provence.

## Histoire
Au sommet de Montmajor se trouve un oppidum (site gaulois fortifié).
Les Romains ont établi des domaines, en dessous du village, à Saint-Antoine et à la Foux, en d’autres lieux peut-être.
Vers 970, les moines de Saint-Victor de Marseille ont fondé un prieuré à la Foux. À cette époque le village de Ginasservis a déjà un site fortifié et un seigneur ; l’un d’eux est cité en 1031, un autre en 1113 sert d’otage pour son suzerain. En 1175, d’autres prieurés existent aussi à Saint-Damase et Saint-Antoine.
L’histoire bien connue de Ginasservis commence en 1241 quand ce territoire revient à l'ordre de Saint-Jean de Jérusalem ; jusqu’en 1789 le commandeur d'Aix en est le seigneur temporel et spirituel. Les Hospitaliers construisent ici un important château fort où réside souvent le commandeur et dont il reste aujourd’hui quelques ruines. Ce château est plusieurs fois délabré ; reconstruit une dernière fois au XVIIe siècle, il était devenu, comme ailleurs, une simple résidence seigneuriale entièrement démolie à la Révolution. Les hospitaliers bâtirent aussi une enceinte fortifiée à Saint-Antoine dans un domaine de plusieurs centaines d’hectares.
- 1308, important accord sur les prairies et canaux de la plaine de Valavès.
- 1319, réclamation des habitants avec leurs syndics pour la diminution des charges.
- 1484, réalisation du premier cadastre de Ginasservis.
- 1515, démolition du four à pain des villageois concurrent de celui du seigneur.
- 1554, les habitants ont le droit de construire un moulin mu par l’eau de la Foux.
- 1562, le dernier protestant de Ginasservis est massacré à Saint-Paul-lès-Durance.
- 1591, Ginasservis pris entre deux armées, celle du duc de Savoie et celle d’Henri IV, doit fournir des hommes, des vivres et des cantonnements aux deux camps. Battu en avril à Esparron de Pallières et en décembre à Vinon-sur-Verdon, le duc devra quitter la Provence.

1765, construction de la fontaine (actuelle du Plan) où l’eau est amenée grâce à 700 mètres de canalisations.
Après la Révolution, Ginasservis est plusieurs fois chef-lieu de canton.
Au XIXe siècle, la commune entre dans l'ère industrielle : école pour les garçons et les filles, service postal, amélioration des chemins, agrandissement du village autour de sa place…
Cependant Ginasservis garde longtemps ses activités traditionnelles : passage de la transhumance deux fois dans l’année ; chaque année la pratique de la « rusco » du chêne vert qui fournit charbon de bois et écorce pour le tannage…

## Cinéma
Le film Les Quatre Saisons d'Espigoule est tourné à Ginasservis en 1999. Son réalisateur Christian Philibert a grandi dans la commune. Il y avait déjà tourné le court métrage La Revanche de M. Seguin en 1995. Une partie de son film Afrik'aïoli est également tournée à Ginasservis ainsi qu'Un Travail d'Arabe,.
Jean-Marc Ravera, est un acteur et comédien de Ginasservis il a joué pour des films comme Les Quatre Saisons d'Espigoule ou Avis de Mistral avec Jean Reno et Les vacances de Ducobu avec Elie Semoun.

## Politique et administration

### Liste des maires
| Période       | Période               | Identité              | Étiquette      | Qualité |
| ------------- | --------------------- | --------------------- | -------------- | --- |
| 1896          | 1914                  | Marc-Félicien Richaud | Rad. puis SFIO | Médecin Conseiller général de Rians (1901 → 1939)                                                                            |
| 1914          | décembre 1919         | Achille Edmond Feraud |                | |
| décembre 1919 | novembre 1939 (décès) | Marc-Félicien Richaud | SFIO puis PSdF | Médecin Conseiller général de Rians (1901 → 1939)                                                                            |
| 1940          | 1945                  | Constant Menut        | SFIO           | Cultivateur |
| 1945          | 1952                  | Émile Philibert       |                | |
| 1952          | mai 1953              | Marcel Philibert      |                | |
| mai 1953      | mars 1971             | Eugène Mourou         | PCF            | Cultivateur, ancien résistant                                                                                                |
| mars 1971     | mars 2001             | Guy Lombard           | PS             | Instituteur et directeur d'école Conseiller général de Rians (1998 → 2015)                                                   |
| mars 2001     | mars 2008             | André Porporat        | PS             | |
| mars 2008     | En cours              | Hervé Philibert       | SE-DVG         | Responsable technique au Centre CEA de Cadarache Président de la CC Provence Verdon (2021 → ) Réélu pour le mandat 2020-2026 |

### Budget et fiscalité 2020
En 2020, le budget de la commune était constitué ainsi :
- total des produits de fonctionnement : 152 000 €, soit 832 € par habitant ;
- total des charges de fonctionnement : 1 258 000 €, soit 686 € par habitant ;
- total des ressources d'investissement : 379 000 €, soit 205 € par habitant ;
- total des emplois d'investissement : 246 000 €, soit 134 € par habitant ;
- endettement : 467 000 €, soit 255 € par habitant.

Avec les taux de fiscalité suivants :
- taxe d'habitation : 10,00 % ;
- taxe foncière sur les propriétés bâties : 12,50 % ;
- taxe foncière sur les propriétés non bâties : 70,00 % ;
- taxe additionnelle à la taxe foncière sur les propriétés non bâties : 0,00 % ;
- cotisation foncière des entreprises : 0,00 %.

Chiffres clés Revenus et pauvreté des ménages en 2018 : médiane en 2018 du revenu disponible, par unité de consommation : 21 700 €.

## Population et société

### Démographie

#### Pyramide des âges
L'évolution du nombre d'habitants est connue à travers les recensements de la population effectués dans la commune depuis 1793. Pour les communes de moins de 10 000 habitants, une enquête de recensement portant sur toute la population est réalisée tous les cinq ans, les populations de référence des années intermédiaires étant quant à elles estimées par interpolation ou extrapolation. Pour la commune, le premier recensement exhaustif entrant dans le cadre du nouveau dispositif a été réalisé en 2006.

En 2022, la commune comptait 2 036 habitants, en évolution de +14,25 % par rapport à 2016 (Var : +4,98 %, France hors Mayotte : +2,11 %).
| 1793 | 1800 | 1806 | 1821 | 1831 | 1836 | 1841 | 1846 | 1851 |
| ---- | ---- | ---- | ---- | ---- | ---- | ---- | ---- | ---- |
| 750  | 782  | 775  | 839  | 862  | 816  | 840  | 837  | 803  |

| 1856 | 1861 | 1866 | 1872 | 1876 | 1881 | 1886 | 1891 | 1896 |
| ---- | ---- | ---- | ---- | ---- | ---- | ---- | ---- | ---- |
| 797  | 795  | 889  | 800  | 775  | 787  | 791  | 735  | 661  |

| 1901 | 1906 | 1911 | 1921 | 1926 | 1931 | 1936 | 1946 | 1954 |
| ---- | ---- | ---- | ---- | ---- | ---- | ---- | ---- | ---- |
| 636  | 580  | 555  | 512  | 504  | 420  | 404  | 455  | 424  |

| 1962 | 1968 | 1975 | 1982 | 1990 | 1999 | 2006  | 2011  | 2016  |
| ---- | ---- | ---- | ---- | ---- | ---- | ----- | ----- | ----- |
| 511  | 612  | 643  | 779  | 911  | 984  | 1 382 | 1 523 | 1 782 |

| 2021  | 2022  | - | - | - | - | - | - | - |
| ----- | ----- | - | - | - | - | - | - | - |
| 1 983 | 2 036 | - | - | - | - | - | - | - |

### Enseignement
Établissements d'enseignements :
- École maternelle(Groupe Scolaire Guy Lombard),
- École primaire(Groupe Scolaire Guy Lombard),
- Collèges à Vinon-sur-Verdon, Barjols, Manosque,
- Lycées à Manosque.

### Santé
Professionnels et établissements de santé :
- Médecins à Ginasservis, Vinon-sur-Verdon,
- Hôpitaux à Manosque, Pertuis, Maison médicale à Saint-Maximin-la-Sainte-Baume[52],
- Pharmacies à Vinon-sur-Verdon,
- Centre médicalisé pour adultes autistes[53].

### Cultes
- Culte catholique, l'église Saint-Laurent à Ginasservis est rattachée au Secteur Paroissial Interdiocésain Lavande - Var - Verdon[54], Diocèse de Fréjus-Toulon.

## Lieux et monuments
Patrimoine religieux :
- Église Saint-Laurent, XVIIe siècle[55] ;
- Chapelle des Pénitents, XIVe siècle, sans doute l'ancienne église, inscrite sur l'Inventaire supplémentaire des monuments historiques[56], mais à l'abandon, et sa cloche de 1739[57] ;
- Chapelle Saint-Damase, XIIe siècle[58], remaniée à plusieurs reprises, relevée en 1879 et restaurée en 1997 ;
- Monument aux morts[59].

Patrimoine civil :
- Coopérative vinicole La Ruche[60]. Elle est devenue la maison des associations qui réunit de nombreuses activités culturelles et sportives[61].
- Bories (cabanes en pierres sèche)[62].
- Fontaine du Plan.
- Le bourg castral, ensemble au bâti dense qui a conservé sa morphologie urbaine, ses îlots compacts, un bâti en lanière, ses ruelles.
- Les ruines du château[63], commanderie médiévale en 1240.
- L'ancien canal du Verdon.

## Personnalités liées à la commune
- Georges Cisson (1910-1944), résistant[64].
- Christian Philibert (né en 1965), réalisateur (Les Quatre Saisons d'Espigoule, Travail d'Arabe, Afrik'aïoli...).
- Antoine Rambaud (né en 2008), réalisateur de films parodiques (Pascal 1, Pascal 2, L'effet Papillon Medici, Le Ricain,Le Roux et la tarl**ze, Mehdi m'a tué...)
- Jean-Marc Ravera (né entre 1952 et 1962), Acteur et Comédien, il a joué pour des films comme Les Quatre Saisons d'Espigoule ou Avis de Mistral avec Jean Reno et Les vacances de Ducobu avec Elie Semoun

## Héraldique
| blason de Ginasservis | Les armoiries de Ginasservis se blasonnent ainsi : « De gueules à la croix de Malte d'argent bordée d'or. » La croix de Malte rappelle que l'ordre de Saint-Jean de Jérusalem posséda cette seigneurie pendant plus de cinq siècles. |